# Урмашица
Урмашица — десертное блюдо народов Балканского полуострова. Из яиц, сливочного масла, сахара, пшеничной муки, а по некоторым рецептам и манки замешивают тесто, из которого формируют пирожные, которые перед выпеканием, как правило, но не всегда, украшают орешками. После выпекания пирожные заливают сахарным сиропом с добавлением ломтиков лимона и посыпают рублеными фисташками, грецкими орехами или миндалём.

## История
Урмашица — один из вариантов турецкого «калбурабасты», блюдо попало к сербам от османских завоевателей. В Османской империи калбурабасты обычно готовили на праздники Ураза-байрам и Курбан-байрам, у сербов же это стало просто десертом, благо, что оно не сложно в приготовлении.

## Название
Название «урмашица» происходит от сербского «урма», что означает финик, изначально эти пирожные делались в виде сушёных фиников.